# Orocue Airport
Orocue Airport är en flygplats i Colombia.   Den ligger i departementet Casanare, i den centrala delen av landet, 300 km öster om huvudstaden Bogotá. Orocue Airport ligger 132 meter över havet.
Terrängen runt Orocue Airport är mycket platt.  Trakten runt Orocue Airport är nära nog obefolkad, med mindre än två invånare per kvadratkilometer. Närmaste större samhälle är Orocué, 2,3 km öster om Orocue Airport. Trakten runt Orocue Airport består i huvudsak av gräsmarker.